# Kaple svatého Michala (Nitra)

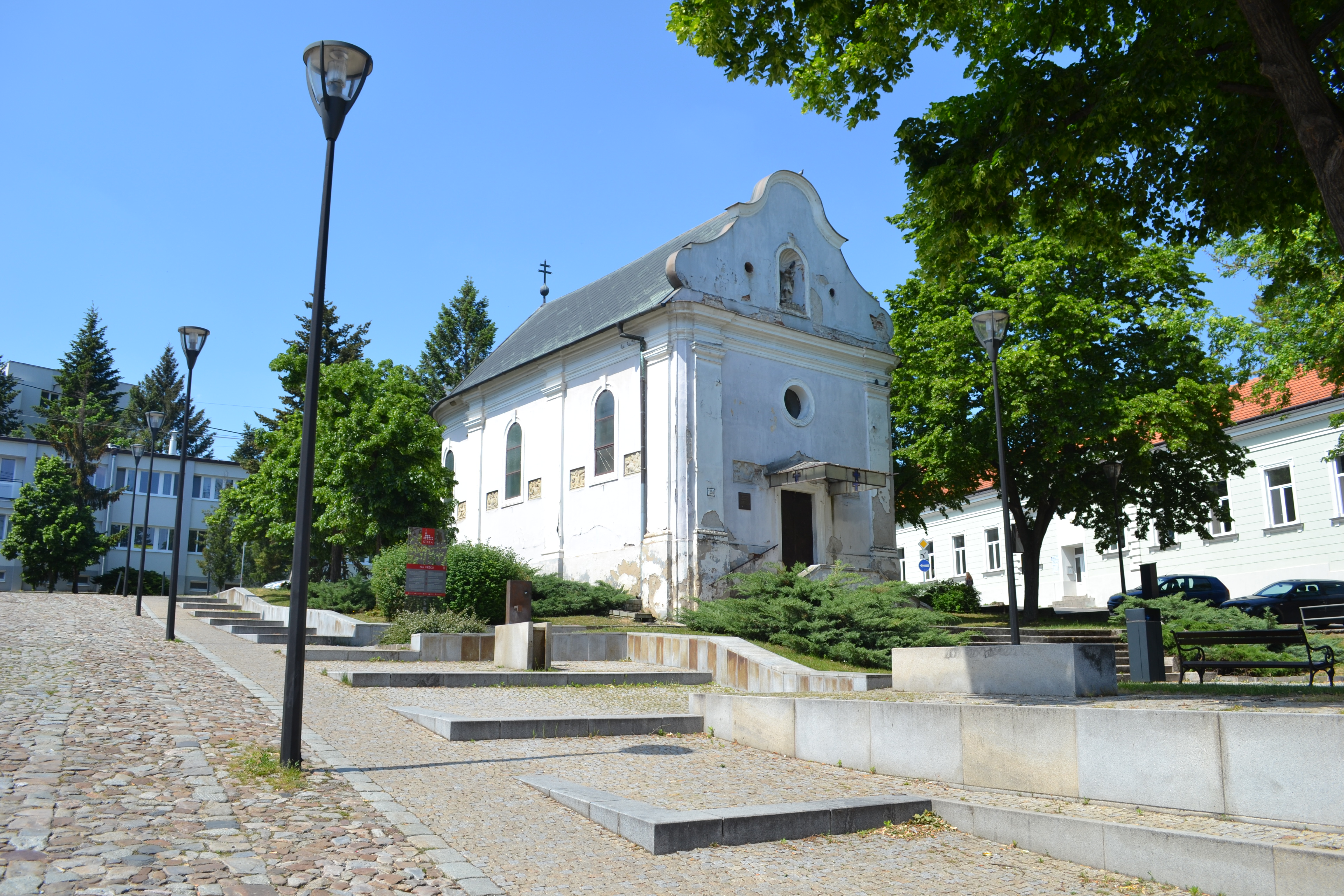
kaple sv. Michala Archanděla v Nitře

Kaple svatého Michala v Nitře je malá sakrální barokní stavba z roku 1739, kterou dal postavit tehdejší městský rychtář Lukáš Brezovica jako dík za ukončení morové epidemie.

## Historie
Kaple byla pravděpodobně postavena na místě staršího románského kostelíku sv. Michala z 12. století, kolem kterého bylo rozsáhlé středověké pohřebiště. Archeologové zde odkryli desítky hrobů. Byl to řadový, ale i etážový hřbitov. V těchto místech na tzv. „Andrašku“ stál i někdejší starý františkánský klášter s kostelem, postavený údajně v roce 1230.

## Architektura
Kostelík je malá církevní stavba s lunetovou klenbou a novějším zařízením. Ve středu střešního štítu se nachází výklenek se sochou sv. Michala archanděla. Síňový prostor uvnitř je ukončen půlkruhovým uzávěrem. Po obvodu kostela jsou umístěny reliéfy křížové cesty od nitranského sochaře a kovotepce Josefa Mészárose.
Budova je označena bronzovou tabulí se stručným popisem kulturní památky.